# مايرون كوب
مايرون كوب (بالإنجليزية: Myron Cope)‏ هو صحفي أمريكي، ولد في 23 يناير 1929 في بيتسبرغ في الولايات المتحدة، وتوفي في 27 فبراير 2008 في Mt. Lebanon, Pennsylvania ‏ في الولايات المتحدة.

## وصلات خارجية
- مايرون كوب على موقع الموسوعة البريطانية (الإنجليزية)